# Kaiser Ferdinands-Nordbahn

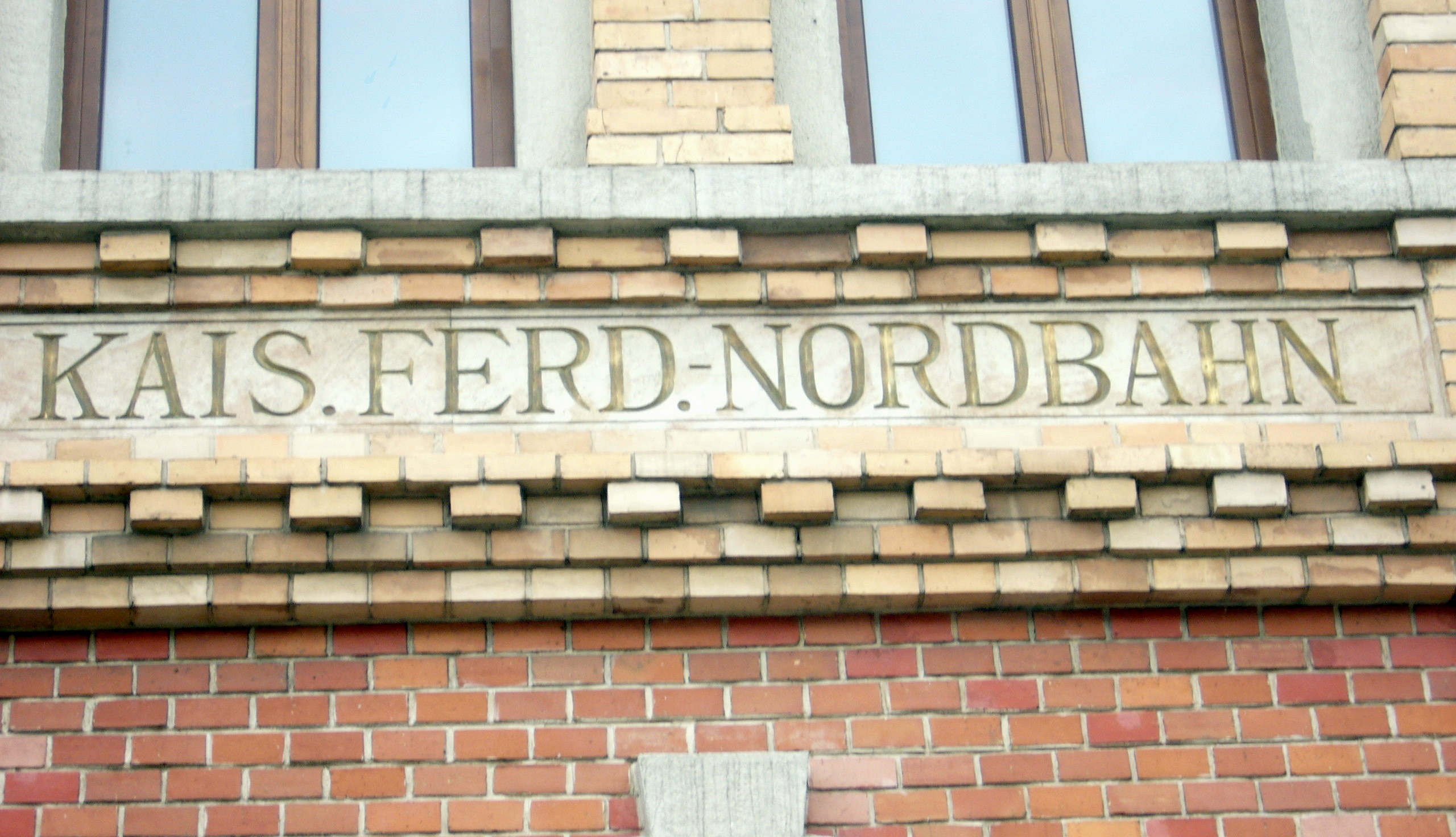
Die Aufschrift:
KAIS. FERD.-NORDBAHN
am Hauptbahnhof
in Bielitz-Biala

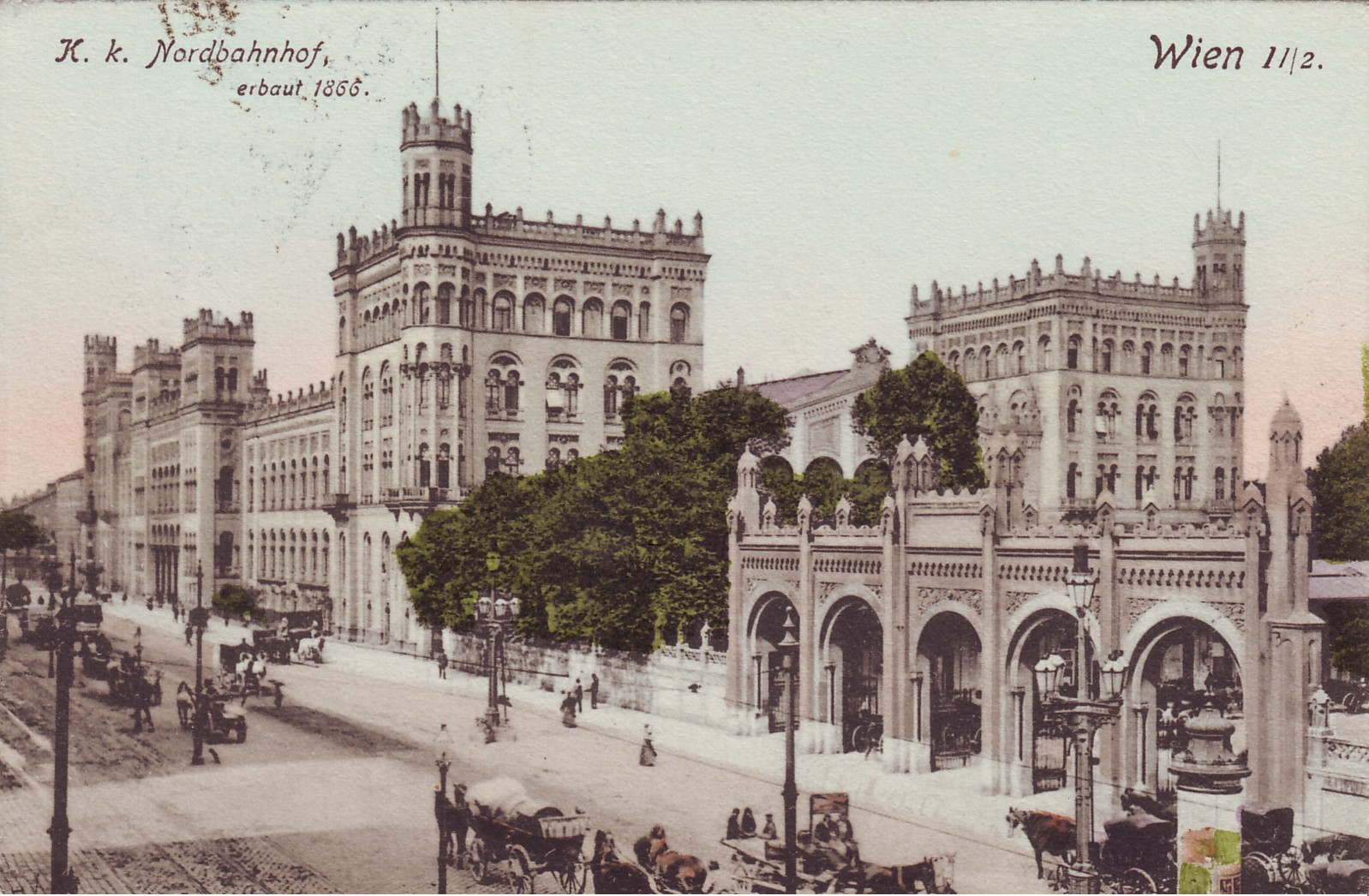
Der
Wiener Nordbahnhof,
1908

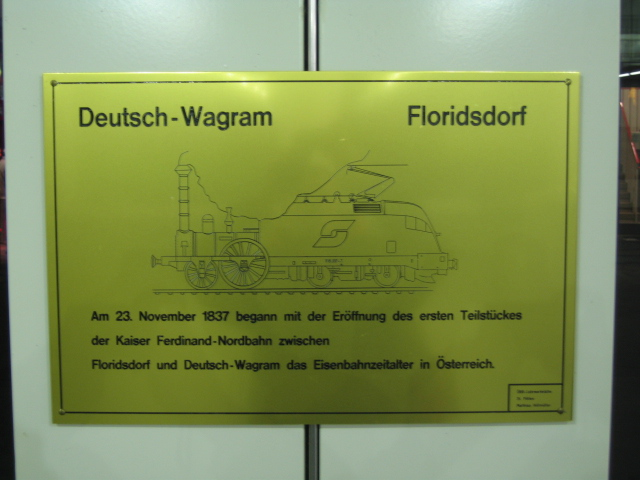
Platte in der
Station Floridsdorf
zur Erinnerung an die Eröffnung der Strecke
Floridsdorf – Deutsch-Wagram

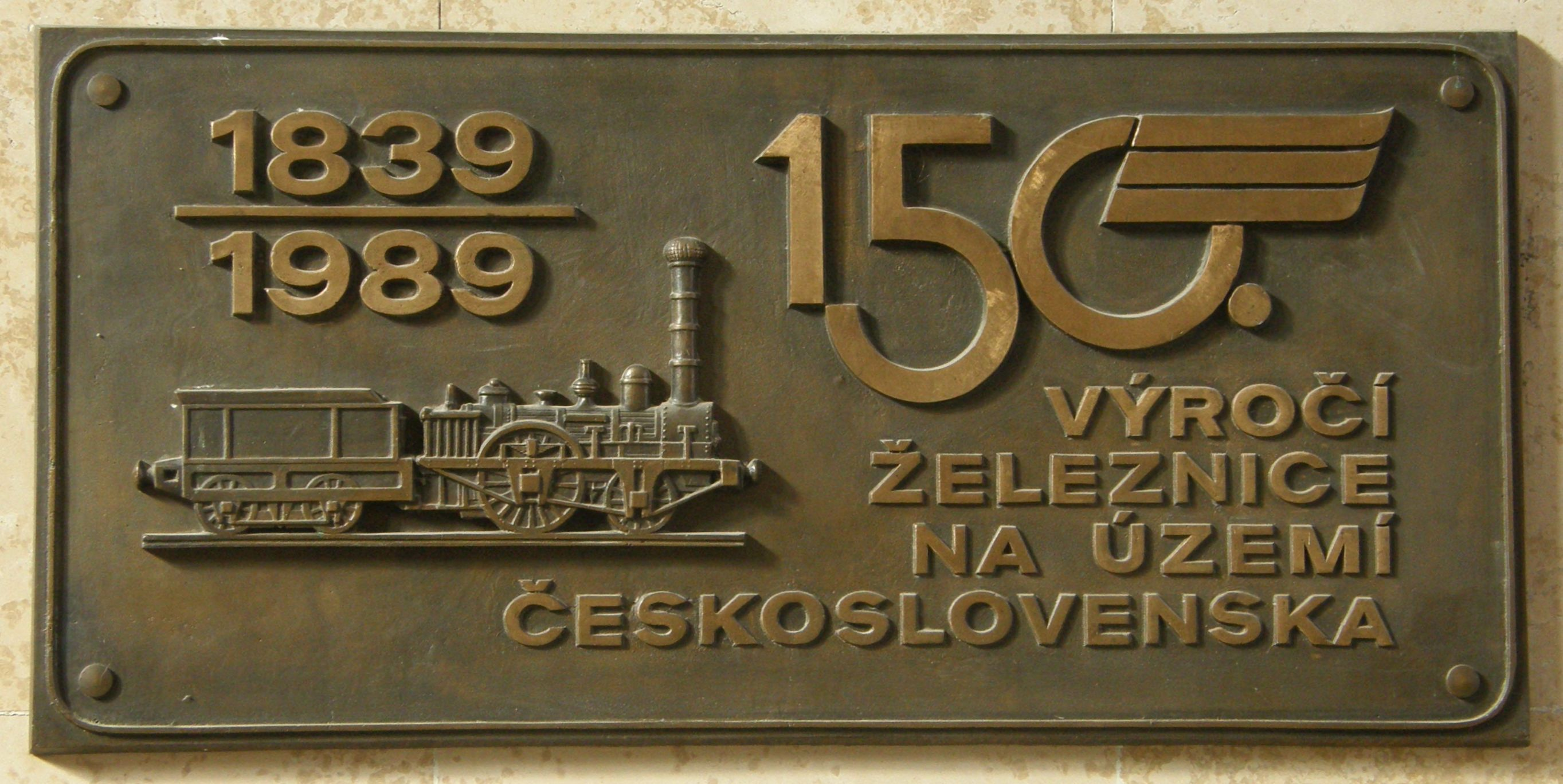
Plakette zum Jubiläum
„150 Jahre Eisenbahn auf dem Gebiet der Tschechoslowakei“
im Brünner Hauptbahnhof

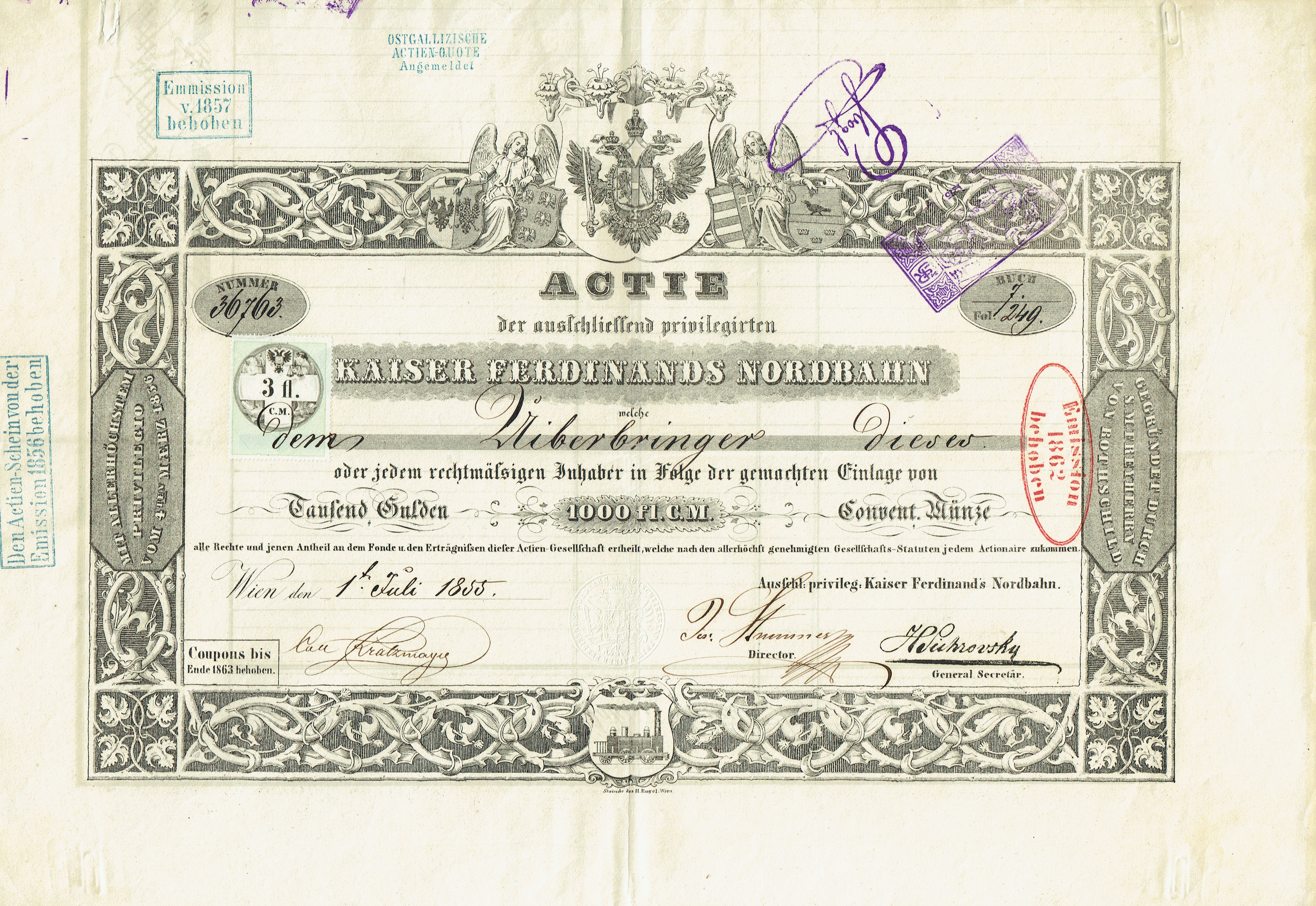
Aktie über 1000 Gulden
der Kaiser Ferdinands Nordbahn
vom 1. Juli 1855

Die k.k. privilegierte Kaiser Ferdinands-Nordbahn (KFNB) (tschech. c.k. priv. Severní dráha císaře Ferdinanda, ab 1919 offiziell Severní dráha Ferdinandova; SDF) war eine Eisenbahn- und Bergbaugesellschaft in Österreich und dessen Nachfolgestaat Tschechoslowakei. Die Hauptstrecke der Gesellschaft war die Nordbahn von Wien nach Nordmähren und Österreichisch-Schlesien, mit einer von Anbeginn wegen der galizischen Salzvorkommen geplanten Fortsetzung bis nach Krakau und zum Salzbergwerk Bochnia. Die Eisenbahnen wurden mit Ausnahme der Montanbahnen im Jahr 1906 verstaatlicht, die Montansparte bestand bis 1945 als selbständiges Unternehmen weiter.

## Geschichte

### Projekt und Finanzierung
Der Wiener Geologe und Bergbauexperte Franz Xaver Riepl hatte 1830 die Idee, eine Bahnlinie von Wien zu den nordmährischen Eisen- und Kohlevorkommen und den darauf bereits ab 1820 fußenden, bedeutenden Witkowitzer Eisenwerken, nahe Ostrau und noch weiter bis zu den Salzminen von Wieliczka südlich von Krakau zu bauen. Es gelang ihm, Salomon von Rothschild, der bereits in Witkowitz starke Interessen hatte, als Finanzier für das Unternehmen zu gewinnen. Riepl wurde nach England gesandt, um dort Erfahrungen im Eisenbahnbau zu sammeln. Nach seiner Rückkehr stellte Rothschild ein erstes Ansuchen an den Kaiser, Franz I., das abschlägig beschieden wurde. Kronprinz Ferdinand soll dazu bemerkt haben, nicht einmal der Wagen nach Kagran sei immer voll. Trotz der Ablehnung gingen die Vorbereitungen für den Eisenbahnbau weiter. Rothschild kaufte eine auf der Wegstrecke liegende Pferdeeisenbahn, Riepl arbeitete an der Planung der Streckenführung.
Kurz nach dem Tod des Kaisers reichte Salomon Rothschild nochmals ein Ansuchen ein, das auch aufgrund der Unterstützung durch Fürst Metternich und Graf Kolowrat vom neuen Kaiser Ferdinand I. genehmigt wurde.
Am 4. März 1836 erhielt Rothschild das zeitlich unbeschränkte Privileg zur Errichtung einer Dampfeisenbahn zwischen Wien und Bochnia und schlug den Namen Kaiser Ferdinands-Nordbahn vor. Mit einer Länge von ungefähr 600 Kilometern war sie als Locomotivbahn eine der längsten außerhalb Großbritanniens. Im Privileg inbegriffen waren Zweigbahnen nach Brünn, Olmütz und Troppau.
Zur Errichtung der Bahnlinie wurde eine Aktiengesellschaft gegründet, in deren Aufsichtsrat auch Metternich und Kolowrat Mitglieder waren. Generalsecretair wurde der vom Verkehrsmittel Eisenbahn begeisterte Heinrich Joachim Sichrovsky.
Von der ersten Aktientranche von 12.000 Stück behielt Rothschild 8.000, für die 4.000 restlichen gab es 27.490 Zeichner, was den Kurs sofort über den Ausgabepreis von 1.000 Gulden pro Aktie trieb. Allerdings baute die Gesellschaft die Strecke nur bis Oderberg (heute Bohumín) bzw. später bis Dzieditz (heute Czechowice-Dziedzice).
Georg Simon Freiherr von Sina, der größte Konkurrent der österreichischen Rothschilds, und das Bankhaus Arnstein & Eskeles versuchten, das Unternehmen zu verzögern. Bei der zweiten Aktionärsversammlung erhob Ludwig von Pereira-Arnstein Anschuldigungen, was die technische Planung und die projektierten Kosten betraf. Nur mit Mühe konnten Rothschild und Riepl die Vorwürfe zumindest teilweise entkräften. Im Oktober 1836 schließlich stellte Rothschild den Antrag, entweder den Bau zu beginnen oder die Gesellschaft aufzulösen. Er gewann die Abstimmung mit 76 von 83 Stimmen, Sina, Arnstein und Eskeles wurden zum Rücktritt gezwungen.

### Bau der Stammstrecke

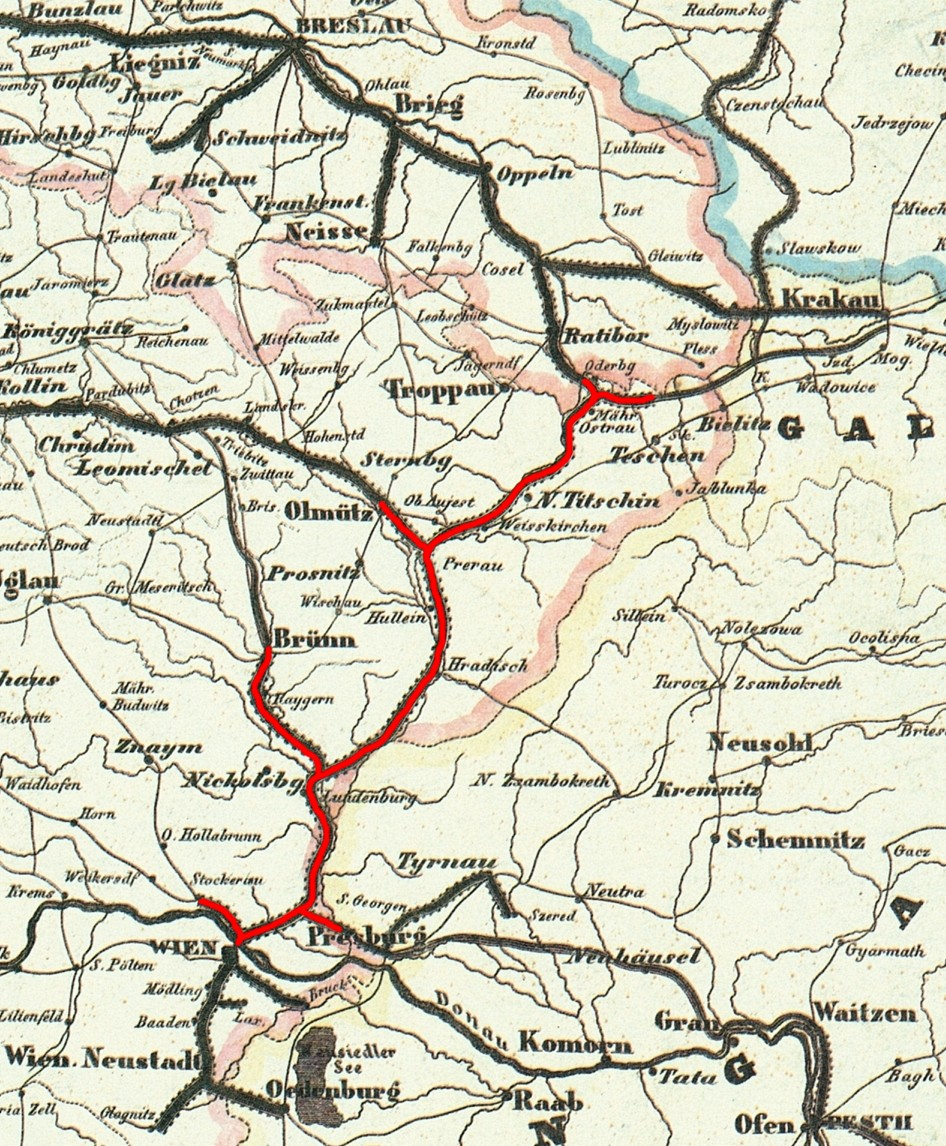
Die Strecken der KFNB im Jahr 1849

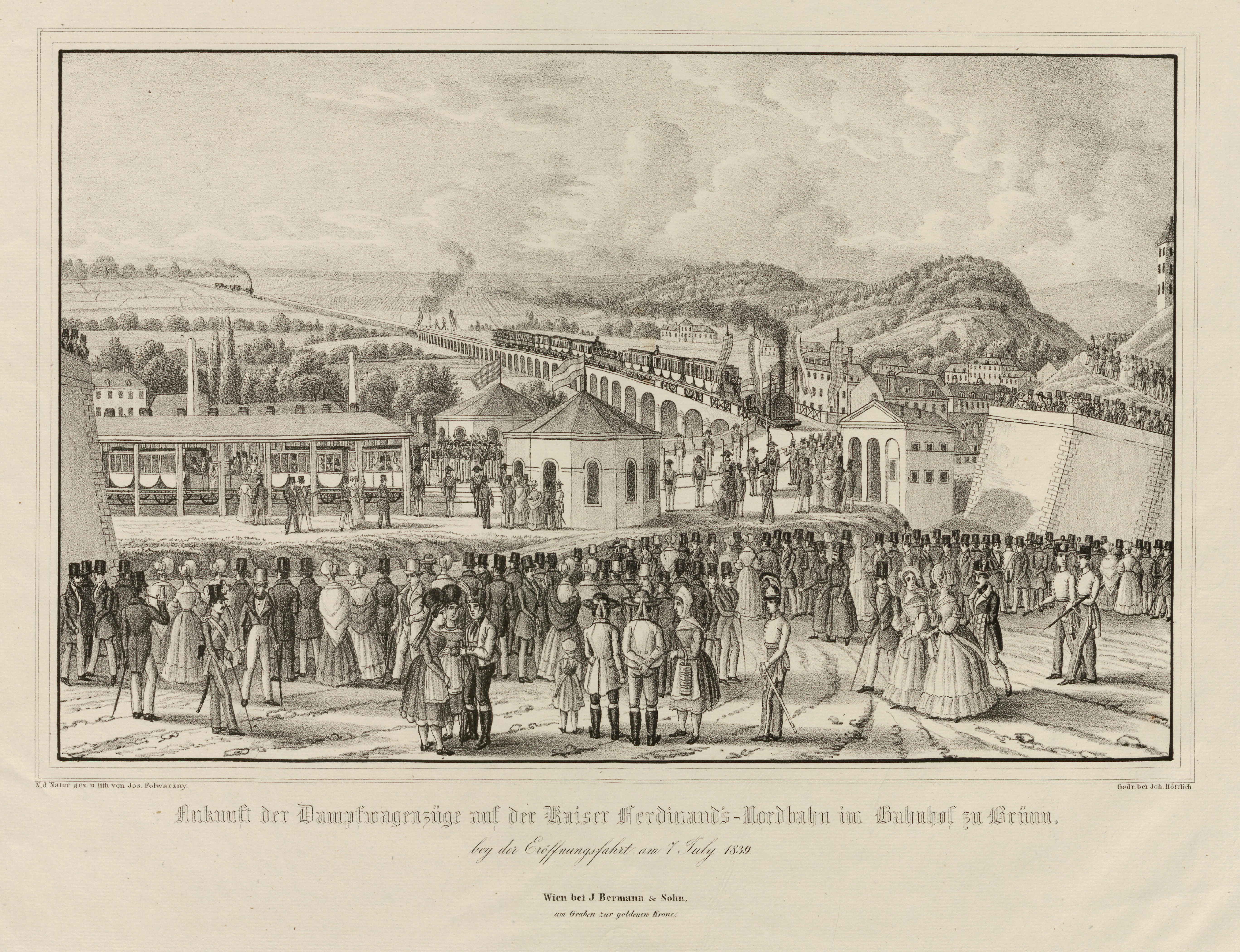
Der Eröffnungszug fährt in den Bahnhof Brünn ein; Lithografie um 1839

1837 wurde unter der Oberleitung von Hofbaurat Hermenegild von Francesconi, aus Venetien stammend, mit den Bauarbeiten am 13 km langen Teilstück Floridsdorf–Deutsch-Wagram begonnen. Etwa 10.000 Arbeiter wurden unter der Aufsicht englischer Fachkräfte dafür herangezogen. Der Weiterbau unter Leitung seiner Oberingenieure Kudriaffsky und Bretschneider nach Lundenburg erfolgte zügig. Die Abzweigung nach Brünn leitete Carl Ghega, der spätere Carl Ritter von Ghega, ebenfalls aus Venetien, der später beim Bau der Semmeringbahn Berühmtheit erlangte.
Im März 1837 trafen die ersten sechs Lokomotiven von George Stephensons Fabrik in Newcastle und von Tayleur & Co. in Warrington ein, die in zerlegtem Zustand mit dem Schiff nach Triest gebracht wurden und von dort mit Fuhrwerken über den Semmering nach Wien. Ein Fachmann aus Stephensons Fabrik, zwei englische „Wagenlenker“ und vier Maschinisten übernahmen die Schulung des österreichischen Personals auf einer Probestrecke im Wiener Prater. Carl Grundmann wurde 1838 der erste österreichische Lokführer der Nordbahn und damit der erste deutschsprachige Lokführer der Monarchie überhaupt.
Am 13. und 14. November wurden auf der 13 km langen Strecke zwischen Floridsdorf und Deutsch-Wagram Versuchsfahrten vorgenommen:

„Am 14. Nov. versammelte ein äußerst anziehendes Schauspiel eine bedeutende Menschenmenge in dem Dorfe Floridsdorf am
Spitz. An diesem Tage um die dritte Mittagsstunde hatte nämlich die Direktion der k.k. priv. Kaiser Ferdinands-Nordbahn eine Versuchsfahrt auf der nun vollständig beendeten Wegstrecke von Floridsdorf nach Deutsch-Wagram veranstaltet. Das in jeder Beziehung so interessante, eben so großartige, als gemeinnützige Unternehmen hat die allgemeine Aufmerksamkeit und den regsten Antheil stets in hohem Grade gewonnen, und das Schauspiel einer Dampfwagenfahrt auf der Eisenbahn bot allen Classen des Publikums theils so neue, theils so beobachtens werthe Erscheinungen, daß trotz des sehr schlechten Wetters, und bei der geringen
Kenntniß, welche von dieser Probefahrt unter das größere Publikum gelangt war, sich um die erwähnte Stunde dennoch eine beträchtliche Menge Zuschauer zu Wagen und zu Fuße, an der Eisenbahn eingefunden hatten. Um 3 Uhr setzte sich der Zug, unter dem lebhaften Zuruf der Versammlung, in Bewegung, und die Fahrt ergab die günstigsten Resultate.“

Am 19. und 23. November erfolgten die ersten Probefahrten. Am letzten Tag durften auch geladene Gäste mitfahren:

„Es waren zu dieser Fahrt […] Einladungskarten an distinguirte Personen ausgetheilt worden […]. Das [sic!] schöne Locomotive »Austria,« aus der Kunstwerkstätte Stephensons in Newcastle, führte acht Wagen (fünf erster Classe zu 18 Personen, und drei zweiter Classe zu 24 Personen) im raschen Fluge dahin auf der Bahn. Se. kaiserliche Hoheit der durchlauchtigste Herr Erzherzog Karl, geruhte nebst seinen durchlauchtigsten Kindern, des Erzherzogs Wilhelm, und der Erzherzogin Maria Karolina kaiserliche Hoheiten, diese Fahrt mitzumachen.“

Der 23. November 1837 gilt somit als Eröffnungsdatum der ersten Dampfeisenbahn in Österreich.
Der erste fahrplanmäßige Personenzug verließ – gezogen von der Lokomotive Moravia – am 6. Jänner 1838 um 9 Uhr 30 den Wiener Nordbahnhof mit 218 zahlenden Passagieren. Der nächste Abschnitt über Lundenburg (Břeclav) bis Brünn ging am 7. Juli 1839 in Betrieb. Unfälle noch am 7. Juli und am 30. Oktober des Jahres beeinträchtigten zeitweise den Ruf der Bahn. Im Oktober 1841 wurde die Strecke von Lundenburg (Břeclav) bis Olmütz (Olomouc) fertiggestellt. Dort bestand ab 1845 Anschluss an die k.k. Nördliche Staatsbahn nach Prag. Der Endpunkt war nach dem ursprünglichen Plan der Bahnhof Leipnik (Lipník nad Bečvou), bis zu dem die Hauptstrecke am 15. August 1842 verlängert wurde. Jedoch wurde der direkte Anschluss nach Preußen notwendig, die KFNB setzte den Weiterbau fort. Am 1. Mai 1847 erreichte die Stammstrecke Oderberg (Bohumín). Am 1. September 1848 stellte die preußische Wilhelmsbahn die Verbindung von dort zur Oberschlesischen Eisenbahn her. Diese hatte in Myslowitz (Mysłowice) Anschluss an die bereits am 13. Oktober 1847 eröffnete Krakau-Oberschlesische Eisenbahn. Zur ersten Bahnverbindung zwischen den beiden damals für die Habsburgermonarchie bedeutenden Städten Wien und Krakau gehörten demnach mehr als 100 km Strecken in preußischem Besitz und Staatsgebiet.

Eine ausschließlich auf habsburgischem Gebiet verlaufende Bahnverbindung von Wien nach Krakau kam erst am 1. März 1856 zustande, als die inzwischen zur k.k. Östliche Staatsbahn verstaatlichte Krakau-Oberschlesische Eisenbahn mit einer Zweigstrecke von Trzebinia über Auschwitz (Oświęcim) nach Dzieditz (Dziedzice) den Lückenschluss herstellte. Zwei Jahre später übernahm die Kaiser Ferdinands-Nordbahn deren Strecke bis Krakau.

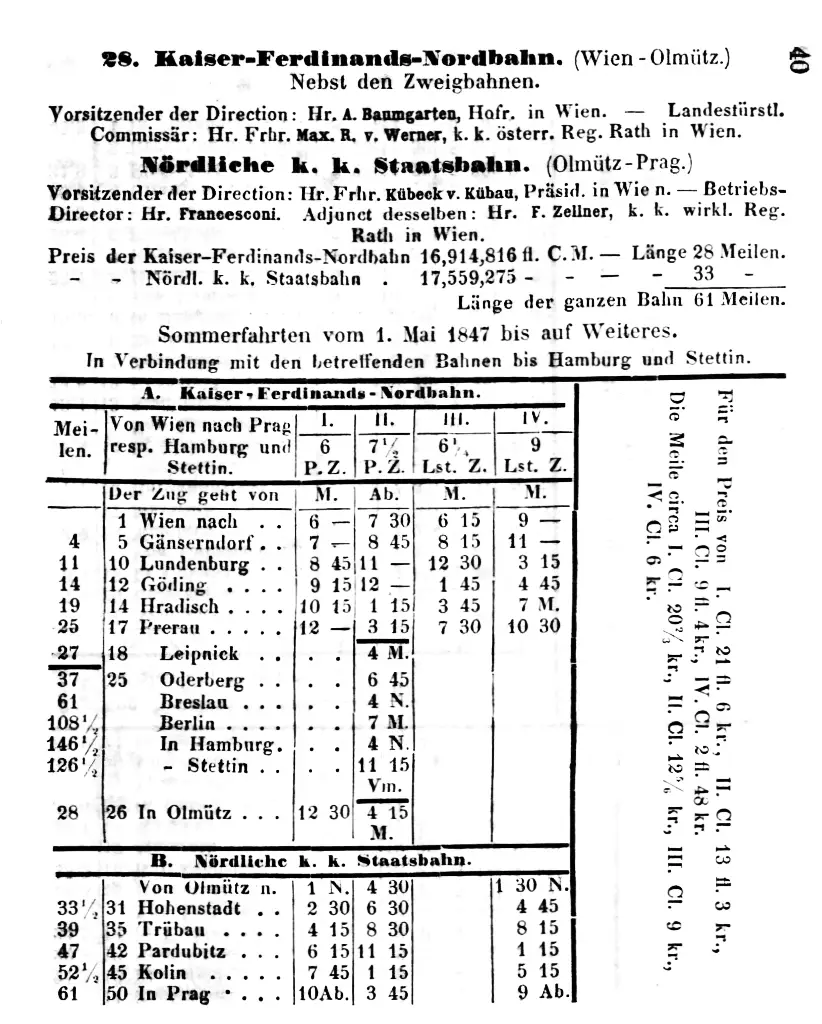
Fahrplan 1847

### Weitere Entwicklung der Bahngesellschaft

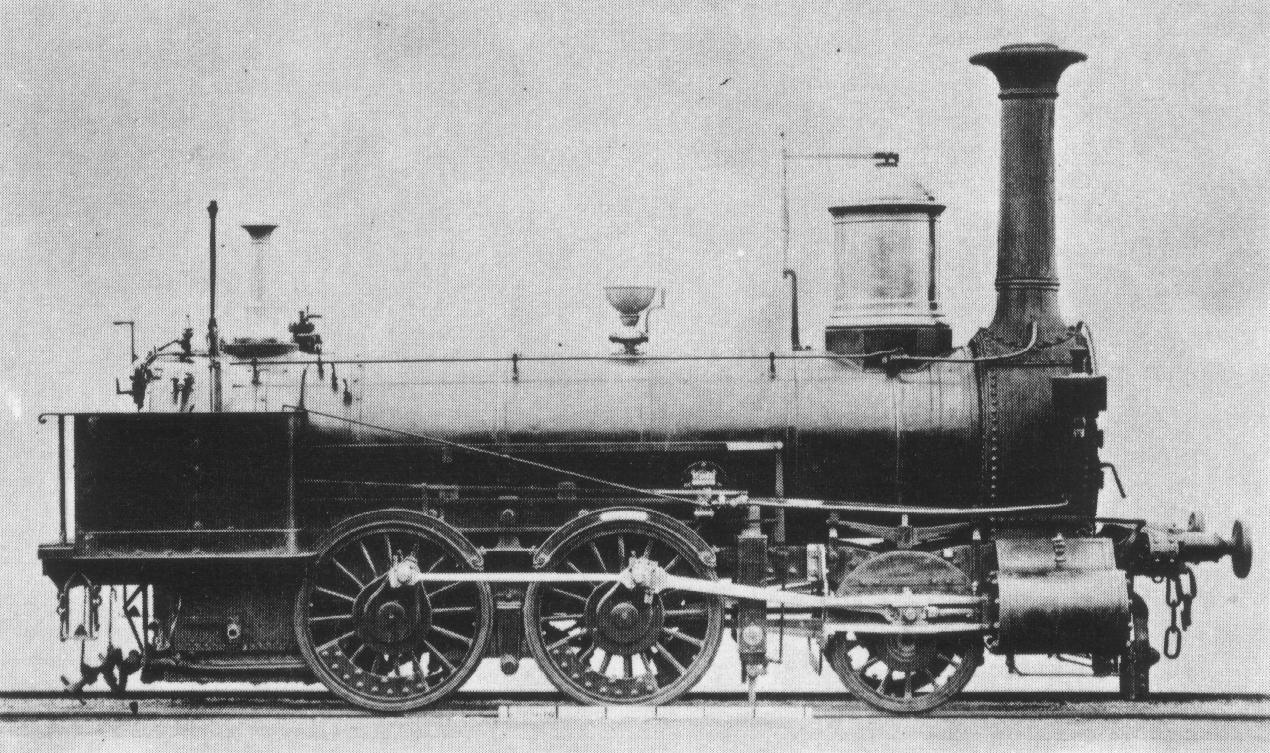
1857 von Borsig für die KFNB gebaut

Bis zur Eröffnung der Strecke nach Brünn hatte Salomon Rothschild über 8 Millionen Gulden zugeschossen. Schon 1841 wurden Profite gemacht. Der Kurs der Aktie stieg 1843 erstmals seit ihrer Ausgabe über 100, 1844 lag er bei 129, 1845 sogar bei 228.
Am 1. Juni 1888 übernahm die KFNB die Kremsierer Eisenbahn.
Die Eisenbahnstrecken der KFNB wurden am 1. Jänner 1906 in Staatseigentum überführt; ab 1. Jänner 1907 übernahmen die k.k. Staatsbahnen den Betrieb. Die Montanbahn Mährisch Ostrau-Dombrau und aller sonstiger Besitz wie die dortigen Kohlegruben blieben auch weiterhin im Eigentum der Gesellschaft.
Nach dem Ersten Weltkrieg bestand die Gesellschaft in der neu begründeten Tschechoslowakei als Severní dráha Ferdinandova (Ferdinands-Nordbahn; SDF) fort, den Betrieb der Montanbahn übernahmen die ČSD.
Nach dem Ende des Zweiten Weltkrieges 1945 wurde auch die noch selbständig existierende Bergbausparte der Gesellschaft aufgrund der Beneš-Dekrete verstaatlicht und mit anderen Gesellschaften im Konzern Ostravsko-karvinské kamenouhelné doly zusammengeschlossen. Die Montanbahnen gehörten fortan zum Unternehmensbereich OKR Doprava, der schließlich im Jahr 1994 in der Gesellschaft OKD Doprava aufging. Heute gehören sie zum Netz von PKP Cargo International.

## Die Strecken

### Hauptbahnen
- Österreichische Nordbahn: Wien–Lundenburg–Prerau–Oderberg–Krakau
- Lundenburg–Brünn
- Prerau–Olmütz
- Schönbrunn-Witkowitz–Troppau
- Oderberg–Landesgrenze nächst Oderberg (–Annaberg)
- Trzebinia–Szczakowa–Landesgrenze nächst Szczakowa (–Granica) (1858 von Krakau-Oberschlesischer Eisenbahn)
- Szczakowa–Landesgrenze nächst Szczakowa (–Myslowitz) (1858 von Krakau-Oberschlesischer Eisenbahn)
- Floridsdorf–Stockerau (1871 an ÖNWB verkauft)
- Gänserndorf–Marchegg
- Lundenburg–Grußbach (1876 von Lundenburg-Nikolsburg-Grußbacher Eisenbahn)
- Neusiedl-Dürnholz–Laa an der Thaya–Zellerndorf
- Mährisch-Schlesische Nordbahn: Brünn–Nezamislitz–Prerau, Nezamislitz–Olmütz–Sternberg
- Mährisch-Schlesische Städtebahn: Kojetein–Hullein–Walachisch Meseritsch–Fridek-Mistek–Teschen–Bielitz
- Dziedzitz–Bielitz
- Bielitz–Saybusch
- Krakauer Cirkumvallationsflügel: Krakau–Podgórze
- Wiener Verbindungsbahn

### Lokalbahnen im Eigentum der KFNB
- Lokalbahn Drösing–Zistersdorf
- Lokalbahn Branowitz–Pohrlitz
- Lokalbahn Rohrbach in Mähren–Groß Seelowitz
- Lokalbahn Rohatetz–Sudoměřitz
- Lokalbahn Hullein–Kremsier (1888 von Kremsierer Eisenbahn; in Mährisch-Schlesische Städtebahn integriert)
- Lokalbahn Hullein–Bistritz (1888 von Kremsierer Eisenbahn; in Mährisch-Schlesische Städtebahn integriert)
- Lokalbahn Kremsier–Zborowitz (1888 von Kremsierer Eisenbahn)
- Lokalbahn Kojetein–Tobitschau
- Lokalbahn Walachisch Meseritsch–Rožnau
- Lokalbahn Hotzendorf–Neutitschein
- Lokalbahn Mährisch Weißkirchen–Wsetin (1887 von ÖLEG übernommen)
- Lokalbahn Zauchtel–Bautsch
- Lokalbahn Zauchtel–Fulnek
- Lokalbahn Stauding–Wagstadt
- Lokalbahn Troppau–Bennisch
- Lokalbahn Petrowitz–Karwin
- Lokalbahn Bielitz–Kalwarya
- Lokalbahn Golleschau–Ustroń
- Lokalbahn Lundenburg–Landesgrenze (–Kúty)
- Lokalbahn Göding–Landesgrenze (–Holics)

### Für Rechnung der Eigentümer betriebene Linien
- k.k. priv. Ostrau-Friedlander Eisenbahn: Mährisch Ostrau/Priwoz–Friedland
- Lundenburg-Nikolsburg-Grußbacher Eisenbahn (1872–1874)
- Kremsierer Eisenbahn (1881–1883; 1887–1888)
- Lokalbahn Lundenburg–Eisgrub
- Lokalbahn Saitz–Czeicz–Göding (Místní dráha Zaječí–Čejč–Hodonín)
- Lokalbahn Mutenitz–Gaya
- Lokalbahn Otrokowitz–Zlin–Wisowitz (Místní dráha Otrokovice–Zlín–Vyzovice)
- Lokalbahn Stramberg–Wernsdorf
- Lokalbahn Troppau–Grätz
- Lokalbahn Czeicz–Steinitz
- Auspitzer Lokalbahn

### Die Montanbahnen der KFNB
- Montanbahn Mährisch Ostrau–Witkowitz–Michalkowitz (1861 erworben)
- Freiherr von Rothschildsche Montanbahn Michalkowitz–Dombrau (1888 erworben)

## Die Lokomotiven

### Namen und Hauptbuchnummern (1837–1869)
Seit Beginn der Beschaffung von Lokomotiven durch die KFNB wurden zur Bezeichnung Namen verwendet.
Es waren griechische oder römische Götter- und Heldennamen, Bezeichnungen, die Kraft und Schnelligkeit ausdrückten, latinisierte Orts- und Landschaftsnamen sowie amerikanische Orts- und Staatennamen üblich.
Im Geschäftsbericht von 1841 tauchen neben den Namen erstmals fortlaufende Nummern auf.
Bis 1850 gibt es bei diesen Nummern keine Veränderung.
Danach begannen die ersten Ausmusterungen, die sich in „Verschiebungen“ niederschlugen, um keine Lücken in den Inventarnummern zu haben.
1861 kehrte die KFNB unter Berücksichtigung der neu hinzugekommenen Maschinen wieder zu den Nummern des Jahres 1841 zurück.
Man hatte nämlich begonnen, die Namen ausgeschiedener Lokomotiven für Neubauten zu verwenden, die jetzt auch die Nummern der Vorgänger bekamen.
Dadurch entstand eine „namensbasierte Ordnung“ auf Kosten eines geschlossenen Nummernsystems.
Als Namen wurden nun Flüsse und Orte im Einzugsgebiet der Bahn herangezogen.
Um 1857 wurde die bei der Staatsbahn übliche leistungsbezogene Klasseneinteilung (0–V) auch bei der KFNB eingeführt, wobei die Kategorie 0 leer blieb, aber eine Kategorie VI hinzukam, der die von Borsig mit den Fabriksnummern 815–820 und 828–833 gelieferten 12 Stück Güterzuglokomotiven angehörten.
Ab 1865 wurde bei jeder neuen Lokomotive die ihr zugeordnete Inventarnummer am unteren Rand des Namensschildes angeschrieben oder eingeschlagen.
Bei älteren Maschinen unterblieb dies aber.

### Erste Gruppeneinteilung und Einführung echter Lokomotivnummern (1869–1881)
Da der Lokomotivpark der KFNB bis 1869 schon recht umfangreich und unübersichtlich geworden war, begann man die Lokomotiven in Gruppen zusammenzufassen, die mit 0 und den römischen Ziffern von I bis X bezeichnet wurden.
Zur weiteren Unterteilung wurden die Kleinbuchstaben a–c herangezogen.
Namen und Inventarnummern blieben unverändert erhalten.
Um in dem Nummernsystem Ordnung zu schaffen, wurde 1871 bis 1873 ein völlig neues Nummernschema eingeführt.

### Das zweite Gruppenschema (1881–1907)
| Gegenüberstellung KFNB-Reihen 1869 und 1881 | Gegenüberstellung KFNB-Reihen 1869 und 1881 | Gegenüberstellung KFNB-Reihen 1869 und 1881 |
| Gruppe 1869                                 | Nummern                                     | Gruppe 1881                                 |
| ------------------------------------------- | ------------------------------------------- | ------------------------------------------- |
| 0                                           | 1–34                                        | VII                                         |
|                                             | 37                                          | –                                           |
| I                                           | 38, 39                                      | –                                           |
| II                                          | 40, 41                                      | –                                           |
| III                                         | 42–50                                       | –                                           |
|                                             | 51–61                                       | IIIa                                        |
| IVa                                         | 62–78                                       | IIIa                                        |
|                                             | 79–83                                       | Ia                                          |
|                                             | 84–91                                       | Ib                                          |
| IVb                                         | 110–161                                     | IIIb                                        |
| IVc                                         | 176–183"                                    | IIb3                                        |
| V                                           | 168–170                                     | –                                           |
|                                             | 189–199                                     | VII                                         |
| VI                                          | 171–188                                     | –                                           |
| VII                                         | 200–226                                     | VII, IVb                                    |
|                                             | 237–240                                     | IVb                                         |
|                                             | 241–258                                     | IVc                                         |
| VIIIa                                       | 259–265                                     | IVc                                         |
| VIIIb                                       | 266–282                                     | IVc                                         |
| IXa                                         | 283–286                                     | Vd                                          |
|                                             | 287–304                                     | Vb/c                                        |
| IXb                                         | 305–363                                     | Vc                                          |
|                                             | 385–390                                     | VI                                          |
| X                                           | 391–457                                     | Vd                                          |

Durch Ausdünnung der Gruppen des Schemas von 1869 bis zum vollständigen Verschwinden mancher Gruppen war man gezwungen, ein neues Schema einzuführen.
Wieder wurden römische Ziffern, von I bis X, und Kleinbuchstaben, diesmal a–e, verwendet.
Zusätzlich vergab man noch Indexzahlen von 1 bis 3 zur feineren Unterteilung.
In Gruppe IX versammelte man völlig verschiedene Lokalbahnlokomotiven.
Die Inventarnummern stehen in diesem Schema in keinem ursächlichen Zusammenhang zu den Gruppen.
Später wurde das Nummernschema durch Zweit- und Drittbesetzungen von Nummern (und Namen) zusehends unübersichtlich.
1893 beendete die KFNB die Namensgebung.
Es war ein seltsames Nebeneinander von griechischen Göttern und mährischen Dörfern entstanden.
Begründet war das Ende der Namensgebung durch die immer zahlreicher werdenden Lokomotiven, sodass das Finden von Namen, die ja im Einzugsgebiet der Bahn begründet werden sollten, immer schwieriger wurde.
Auch wurde die Entscheidung, ob nun deutsche oder tschechische Namen verwendet werden sollten, immer konfliktgeladener.
Die Tabelle zeigt welche Gruppe von 1869 in welche Gruppe von 1881 eingeordnet wurde.

## Fahrbetriebsmittel

### Die erste Lokomotivbeschaffungsperiode
In die erste Lokomotivbeschaffungsperiode der Kaiser Ferdinands-Nordbahn fallen jene Lokomotiven, die von 1837 bis 1842 beschafft wurden.
In dieser Frühzeit der KFNB wurden die Lokomotiven mittels Namen unterschieden, doch bereits 1841 gab man ihnen auch Nummern.
Die Zusammenfassung zu Lokomotivtypen war damals noch nicht Praxis, da jede Maschine eine Einzelanfertigung war.
Nur manchmal wurden mehrere gleichartige Lokomotiven zur selben Zeit bestellt.
Als Namen waren griechische oder römische Götter- und Heldennamen, Bezeichnungen, die Kraft und Schnelligkeit ausdrückten, latinisierte
Orts- und Landschaftsnamen sowie amerikanische Orts- und Staatennamen üblich.
Die ersten Lokomotiven der KFNB wurden zerlegt, aus England oder aus Amerika, über den See- und Landweg angeliefert, erst
1840 wurde die erste Lokomotive, die PATRIA in Österreich gebaut.
Die erste Periode der Lokomotivbeschaffung der KFNB umfasste folgende Maschinen:
- AUSTRIA und MORAVIA
- SAMSON, HERCULES und VULCAN
- VINDOBONA
- SATURN und MERCUR
- COLUMBUS
- JUPITER, GIGANT, CONCORDIA und BRUNA
- RAKETE
- BUCEPHALUS
- MAGNET
- NORDSTERN
- ATLAS und VESTA
- PATRIA
- NEW YORK
- MINOTAURUS und AJAX
- ADLER und PFEIL
- BALTIMORE
- VIRGINIA und FLORIDA
- PHÖNIX, METEOR, TITAN und PLUTO
- OLOMUCIA und COMET
- THESEUS und CENTAUR
- PLANET, DELPHIN, BLITZ und NEPTUN
- CYCLOP und GOLIATH

### Die zweite Lokomotivbeschaffungsperiode
| Gegenüberstellung KFNB-Reihen 1881 und kkStB 1907 | Gegenüberstellung KFNB-Reihen 1881 und kkStB 1907 |
| ------------------------------------------------- | ------------------------------------------------- |
| Ia                                                | 407                                               |
| Ib                                                | 307                                               |
| IIa                                               | 111                                               |
| IIb 1                                             | 407                                               |
| IIb 2                                             | 307                                               |
| IIb 3                                             | 207                                               |
| IIc                                               | 104                                               |
| IId                                               | 308                                               |
| IIIb 1,2                                          | 121                                               |
| IIIc                                              | 27                                                |
| Vc 1,2                                            | 149                                               |
| Vd                                                | 51                                                |
| Vd (Montanbahn)                                   | 43                                                |
| Ve                                                | 159                                               |
| VI                                                | 67                                                |
| VII                                               | 289                                               |
| VIII                                              | 260                                               |
| IX                                                | mehrere Reihen vgl. KFNB IX                       |
| X                                                 | 66                                                |

Ab ca. 1844 begann die KFNB ihre Lokomotiven in größeren Bauserien zu beschaffen.
Die Maschinen wurden auch nicht mehr aus England und Amerika beschafft, sondern etwa in Belgien, Deutschland oder in Österreich selbst.

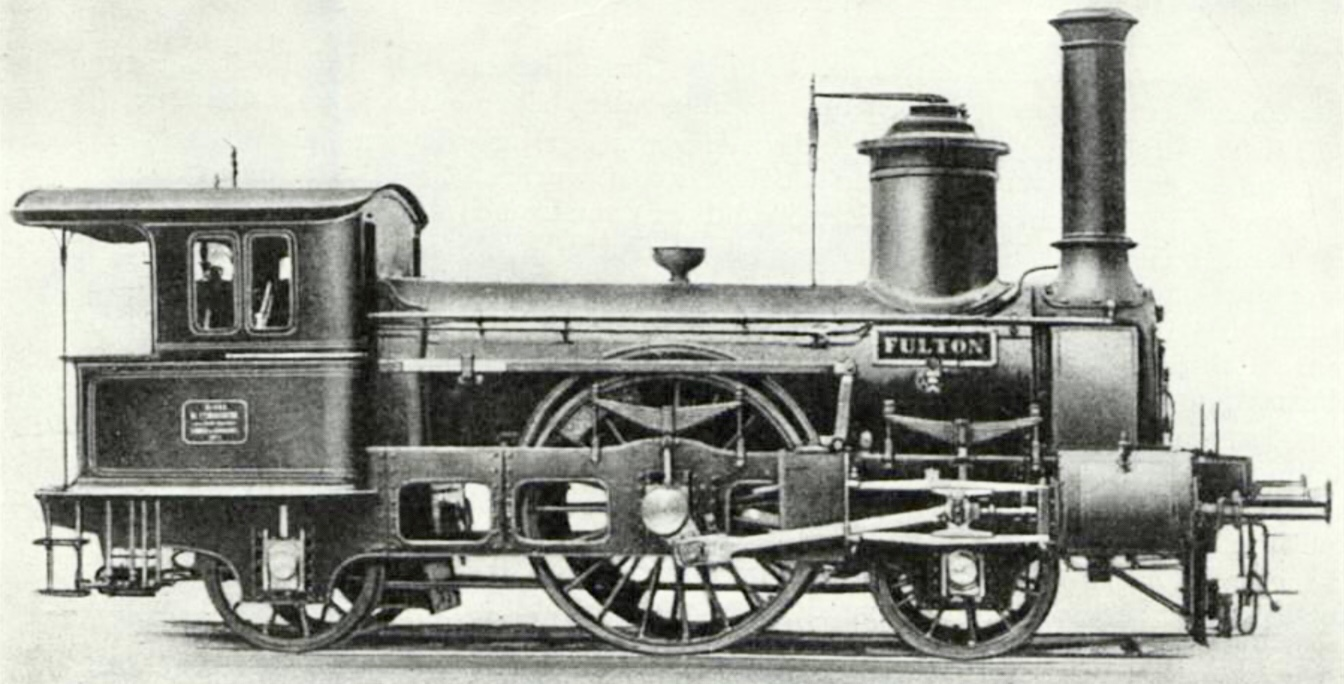
Kaiser Ferdinands-Nordbahn „Fulton“

Die zweite Periode der Lokomotivbeschaffung der KFNB umfasste folgende Maschinen(-typen):
- KOLOSS und ELEPHANT
- DONAU bis AETNA
- ADONIS bis GANYMED
- ORPHEUS, AEOLUS und ULYSSES
- PROMETHEUS bis ANDROMEDA
- ORION und LUCIFER
- AENEAS bis ORESTES
- NESTOR bis ARIADNE, BIHAR bis ÜLLÖ, JASON II
- AUSTRIA II bis SALAMANDER
- HEBE I, PROSERPINA und DAPHNE I
- VULCAN II bis GLAUCOS I
- FORTUNA I bis LEDA I
- TIGER bis MORA
- TELEGRAPH I bis EUTERPE I
- VINDOBONA II bis FLORA
- ANTILOPE I bis MAZEPPA
- TIBERIUS bis PILADES
- Borsig 815–820, 828–833
- JUPITER II bis CLIO

### Lokomotivreihen, die noch zur kkStB kamen
Als die KFNB 1906 verstaatlicht wurde, wurden die Lokomotiven der KFNB in das Nummernschema der kkStB eingereiht.
Die Tabelle gibt Aufschluss über die KFNB-Serienbezeichnung von 1881 und die kkStB-Reihenbezeichnung.

### Nach 1919 für die Montanbahn beschaffte Lokomotiven
In den Jahren 1927 und 1930 beschaffte die betriebsführende ČSD von První česko-moravská / ČKD in Prag insgesamt zwölf schwere Tenderlokomotiven für den Betrieb der Montanbahn. Sie wurden von der ČSD als Baureihe 514.0 geführt.